# Museo di antichità
Il Museo di Antichità di Torino, è l'erede del Regio Museo di Antichità, fondato nel 1724 e pertanto uno dei più antichi musei archeologici d'Europa.
Conserva numerose testimonianze del Piemonte antico, con le sale dedicate alla storia di Torino affacciate sui resti del teatro romano.

## Storia
La prima collezione di antichità si deve al duca Emanuele Filiberto I di Savoia che nel 1572 concentrò nel Teatro ducale le sue collezioni di antichità, con una biblioteca e un museo.
Il suo successore Carlo Emanuele I ampliò la collezione originale con oggetti provenienti dal Piemonte e degli Stati sabaudi, e ne ricollocò la parte più pregiata nella nuova Galleria d'arte, terminata nel 1608. Nel 1658 questa galleria venne distrutta da un grave incendio, e la parte di oggetti salvatisi vennero trasferiti nella nuova galleria costruita da Carlo Emanuele II, che venne nuovamente distrutta da un nuovo incendio nel 1811. Di quella collezione non rimane che un inventario sommario, redatto nel 1631.
Le demolizioni effettuate nel centro di Torino nel 1723 portarono alla luce numerose vestigia dell’antica Augusta Taurinorum, arricchendo significativamente il nucleo originario della raccolta sabauda con nuove e importanti testimonianze archeologiche. Vittorio Amedeo II ne ordinò il riordino, commissionando nel 1723 a Scipione Maffei la sistemazione delle lapidi provenienti dal bastione della consolata, demolito l'anno precedente, e decretando così la nascita nel 1724 del Regio Museo di Antichità presso il palazzo della Regia Università, dove si trovavano ancora al momento dell'invasione napoleonica e da dove vennero prelevate dai francesi, che ne restituirono solo una parte dopo la caduta dell'impero, nel 1815.
Nel 1832 si pensò di riunire le collezioni di antichità nel Palazzo dell'Accademia delle Scienze, dove già si trovavano, dal 1824, le raccolte egizie di Bernardino Drovetti, acquistate da re Carlo Felice. Venne così a crearsi un unico museo delle antichità, comprendente anche nuove acquisizioni greco-romane, la raccolta di reperti della Magna Grecia ceduta da Luigi Moschini e gli oggetti rinvenuti negli scavi effettuati in Piemonte in quel periodo.
La collezione crebbe ancora a metà XIX secolo con l'acquisizione di reperti etruschi e ciprioti effettuata durante la direzione di Ariodante Fabretti.
Nel 1940 si scelse di separare la collezione egizia dalle altre, al fine di valorizzarla maggiormente. Questo fu fatto a discapito delle altre collezioni, che venivano a trovarsi in uno spazio troppo piccolo per permetterne l'esposizione completa. Nel 1948 venne creata una mostra permanente al piano terra del Palazzo dell'Accademia delle Scienze, con esposti solo i pezzi più pregevoli, mentre gli altri erano immagazzinati in locali adiacenti a disposizione dei soli studiosi.
Negli anni settanta le collezioni furono collocate presso le serre nei giardini di Palazzo Reale, i cui spazi sono stati adattati alla funzione di museo permettendone la riapertura nel 1989.
Negli anni novanta si raggiunge la configurazione odierna, con il collegamento delle serre alla cosiddetta Manica nuova (detta anche Manica lunga) di Palazzo Reale..
Nel 2012 è avvenuto il trasferimento della Galleria Sabauda nella Manica Nuova. Nei locali al piano seminterrato è stata quindi creata una nuova collezione con i materiali archeologici torinesi ed inaugurata nel maggio 2013 la mostra "Archeologia a Torino".
Infine, nel 2022 le preziose collezioni del museo sono state riallestite nella suggestiva Galleria Archeologica della Manica Nuova di Palazzo Reale

## Raccolte
Il museo si compone di tre sezioni:
- Galleria Archeologica: statuaria greca e romana, antichità cipriote, preistoriche e protostoriche, etrusche e ceramiche da Grecia e Magna Grecia[6].
- Archeologia del Territorio: oggetti e reperti provenienti da scavi effettuati sul territorio regionale, con ritrovamenti attestanti il popolamento stabile del territorio piemontese dal mesolitico e paleolitico[7].
- Archeologia di Torino: dedicata alla lunga storia della città, nei locali affacciati sul teatro della romana Augusta Taurinorum.[8]